# Plexos venosos vertebrales internos
 Los plexos venosos vertebrales internos (venas intraespinales) se encuentran dentro del canal vertebral en el espacio epidural, y reciben afluentes de los huesos y de la médula espinal.
Forman una red más estrecha que los plexos externos y, al discurrir principalmente en dirección vertical, forman cuatro venas longitudinales, dos por delante y dos por detrás; por lo tanto, pueden dividirse en grupos anteriores y posteriores.
- Los plexos internos anteriores consisten en grandes venas que se encuentran en las superficies posteriores de los cuerpos vertebrales y de los fibrocartílagos intervertebrales, a ambos lados del ligamento longitudinal posterior; bajo la cobertura de este ligamento, están conectados por ramas transversales en las que se abren las venas basivertebrales.
- Los plexos internos posteriores se sitúan, uno a cada lado de la línea media por delante de los arcos vertebrales y de los ligamentos amarillos, y se anastomosan mediante venas que pasan por esos ligamentos con los plexos externos posteriores.

Los plexos anterior y posterior se comunican libremente entre sí por una serie de anillos venosos (retia venosa vertebrarum), uno frente a cada vértebra.
Alrededor del foramen magnum forman una intrincada red que se abre en las venas vertebrales y se conecta por encima con el seno occipital, el plexo basilar, la vena emisaria condiloide y el plexo venoso del canal hipogloso.
El plexo venoso vertebral de Batson, comunica los vasos intercostales posteriores con el plexo vertebral, carece de válvulas por lo que la sangre puede fluir en ambas direcciones. La importancia de esta comunicación venosa es que representa una fase importante en el establecimiento de metástasis vertebrales y neuroesquistomiasis